# Jo Schouwenaar-Franssen
Johanna Frederika (Jo) Schouwenaar-Franssen (Rotterdam, 3 mei 1909 - Bilthoven, 24 december 1995) was een Nederlands politica.
Ze was een classica uit een onderwijsgezin, die al op haar 21e voor de klas stond. Vele jaren was ze lid van de Eerste Kamer voor de VVD. Ze was weduwe van een socialistisch Tweede Kamerlid met drie opgroeiende kinderen (onder wie de latere VVD-burgemeester Koos Schouwenaar) toen zij minister van Maatschappelijk Werk werd in het kabinet-Marijnen. Ze keerde na haar ministerschap terug naar het onderwijs (als docente klassieke talen aan de Werkplaats Kindergemeenschap te Bilthoven) en de Eerste Kamer.
- Biografisch Portaal: 68601307
- International Standard Name Identifier: 0000 0003 9463 8111
- Nederlandse Thesaurus van Auteursnamen: 068324111
- Parlement.com: vg09ll830lru
- Virtual International Authority File: 289175158
- WorldCat: E39PBJpYvxPkdWWw8rYyVHvrbd